# الأميرة إليزابيث يوغوسلافيا
الأميرة إليزابيث يوغوسلافيا (بالصربية: Јелисавета Карађорђевић)‏ (و. 1936 – م) هي ناشطة حقوق الإنسان من صربيا ولدت في بلغراد.